# Годзилла и Конг: Сверхновая
«Годзилла и Конг: Сверхновая» (англ. Godzilla x Kong: Supernova) — предстоящий американский фильм о монстрах режиссёра Гранта Спутора по сценарию Дэйва Каллахэма и Майкла Ллойда Грина. Сиквел фильма «Годзилла и Конг: Новая империя» (2024) и шестой фильм медиафраншизы MonsterVerse, а также 39-м фильмом франшизы «Годзилла» и 14-м фильмом франшизы «Кинг-Конг». Главные роли в фильме исполнили Кейтлин Девер, Дэн Стивенс, Джек О’Коннелл, Делрой Линдо, Мэттью Модайн, Алиша Дебнем-Кэри и Сэм Нилл.
После успеха фильма «Годзилла и Конг: Новая империя» в мае 2024 года было объявлено о создании сиквела, сценарий которого написали Каллахэм и Грин. В следующем месяце режиссёром был нанят Спутор. Основные съемки начались в апреле 2025 года в Квинсленде.
Премьера фильма в США запланирована на 26 марта 2027 года.

## Сюжет
Подробности сюжета держатся в секрете.

## В ролях
- Кейтлин Дивер
- Дэн Стивенс — Трэппер
- Джек О’Коннелл
- Делрой Линдо — глава «Монарха»[1]
- Мэттью Модайн — генерал[2]
- Алиша Дебнем-Кэри
- Сэм Нилл

## Производство
В мае 2024 года стало известно, что после успеха фильма «Годзиллы и Конг: Новая империя» его продолжение официально находится в разработке, сценарий написали Дэйв Каллахэм и Майкл Ллойд Грин. Ранее Каллахэм работал над сюжетом «Годзиллы» (2014) написав ранние черновики к фильму, в то время как Грин уже работал со Спутором над сценарием его дебютного фильма. Адам Вингард не вернется в качестве режиссёра из-за конфликтов с расписанием . В июне режиссёром был нанят Грант Спутор. В январе 2025 года роли в фильме получили Кейтлин Девер и Дэн Стивенс. В феврале того же года к актёрскому составу присоединились Джек О’Коннелл и Делрой Линдо. В марте был приглашен Мэттью Модайн. В апреле присоединились Алиша Дебнем-Кэри и Сэм Нилл.
5 марта 2025 года издание The Hollywood Reporter сообщило, что основные съёмки сиквела должны начаться в апреле 2025 года в Австралии. 4 апреля Девер рассказала Салли Боури из Seven News, что съемки сиквела начались в Квинсленде.
Премьера фильма в США запланирована на 26 марта 2027 года.